# Сельянов, Сергей Михайлович
Серге́й Миха́йлович Селья́нов (род. 21 августа 1955, Олонец, Карело-Финская ССР, СССР) — советский и российский кинорежиссёр, сценарист и продюсер. Руководитель кинокомпании СТВ, соучредитель студии анимационного кино «Мельница».

## Биография
Сергей Сельянов родился 21 августа 1955 года в Олонце (Карело-Финская ССР).
В 1972—1975 годах учился на строительном факультете в Тульского политехнического института, где снимал фильмы на любительской киностудии «Сад».
В 1980 году окончил сценарный факультет ВГИКа (мастерская Николая Фигуровского), в 1989 году — Высшие курсы сценаристов и режиссёров (мастерская Ролана Быкова).
В 1980 году совместно c Николаем Макаровым подпольно снял полнометражный фильм «День ангела» по одноимённому рассказу Михаила Коновальчука, в то время студента сценарного факультета ВГИКа. Проявка плёнки, монтаж и озвучание растянулись на много лет, фильмокопия была напечатана лишь в 1987 году. На экран фильм вышел в 1988 году.
В 1992 году организовал и возглавил кинокомпанию СТВ. Продюсер более 40 художественных и документальных фильмов, отмеченных на российских и международных кинофестивалях. Продюсер телепрограмм «Лицедеи. Железные бабки» (ОРТ, 1996), «Сто лет кинематографу России» (ОРТ, 1996), «Линия кино» (ОРТ, 1996—1999).
Лауреат ряда кинематографических премий. Интервью с Сергеем Сельяновым о проблемах кинематографа неоднократно публиковались в ведущих деловых печатных изданиях России. Экономический журнал «Эксперт» в феврале 2003 года назвал Сергея Сельянова «единственным российским продюсером, чьё имя стало брэндом в области кинопроизводства».
22 апреля 2004 года в рамках проекта Публичные лекции «Полит.ру» прочитал открытую лекцию «Сказки, сюжеты и сценарии современной России» (пятая лекция).
В марте 2013 года в журнале Forbes высказался против законопроектов Государственной думы, согласно которым предполагалось отменить льготы по НДС на выручку от проката иностранных фильмов в кинотеатрах России и установить квоты в размере 20 % на прокат фильмов российского производства. По мнению продюсера, данные законы в случае их принятия «приведут к культурной изоляции страны, росту цен на билеты и закрытию кинотеатров».

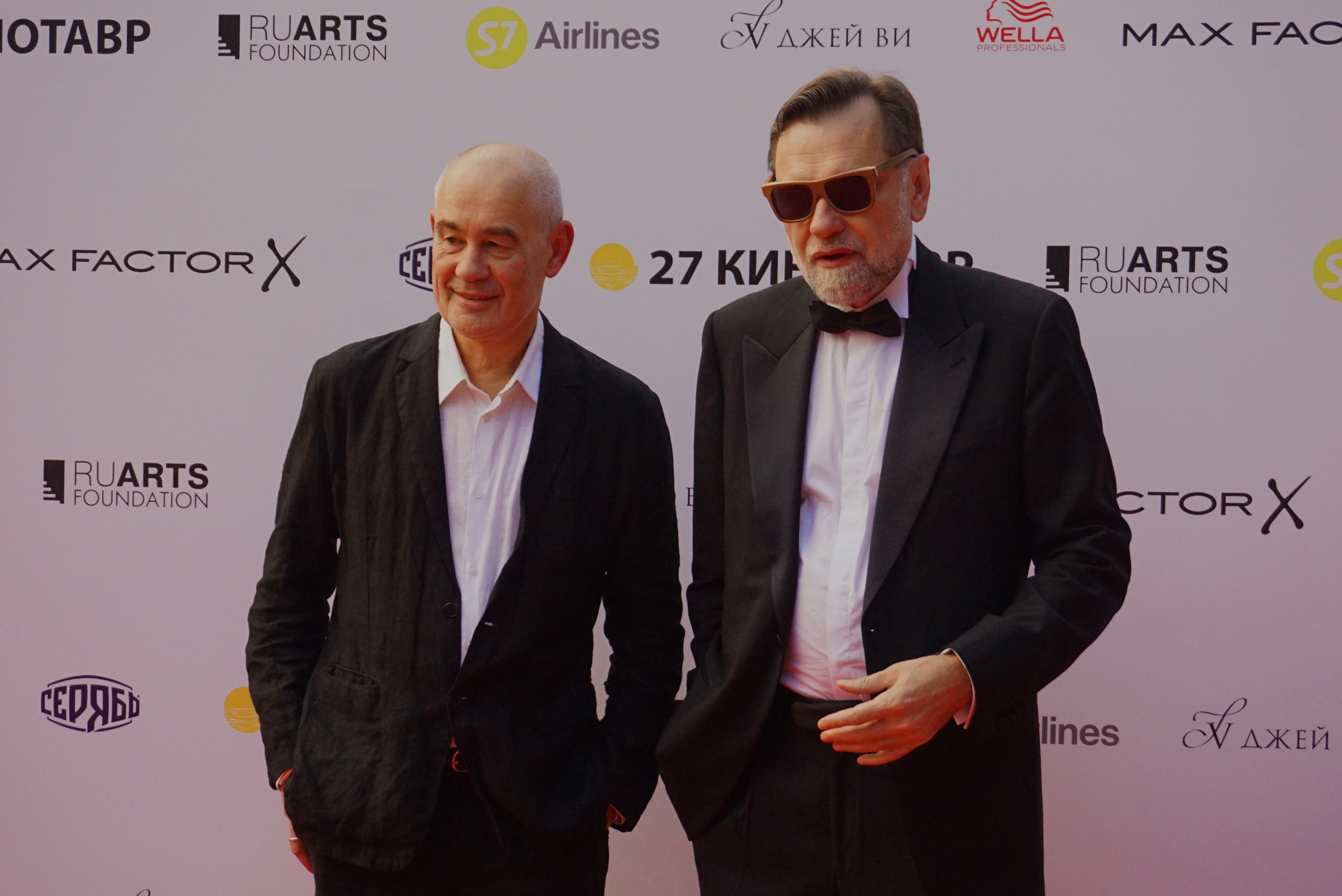
Сергей Сельянов с Сергеем Бодровым на кинофестивале «Кинотавр». Сочи, 2016

Председатель Правления Ассоциации продюсеров кино и телевидения России.

## Фильмография

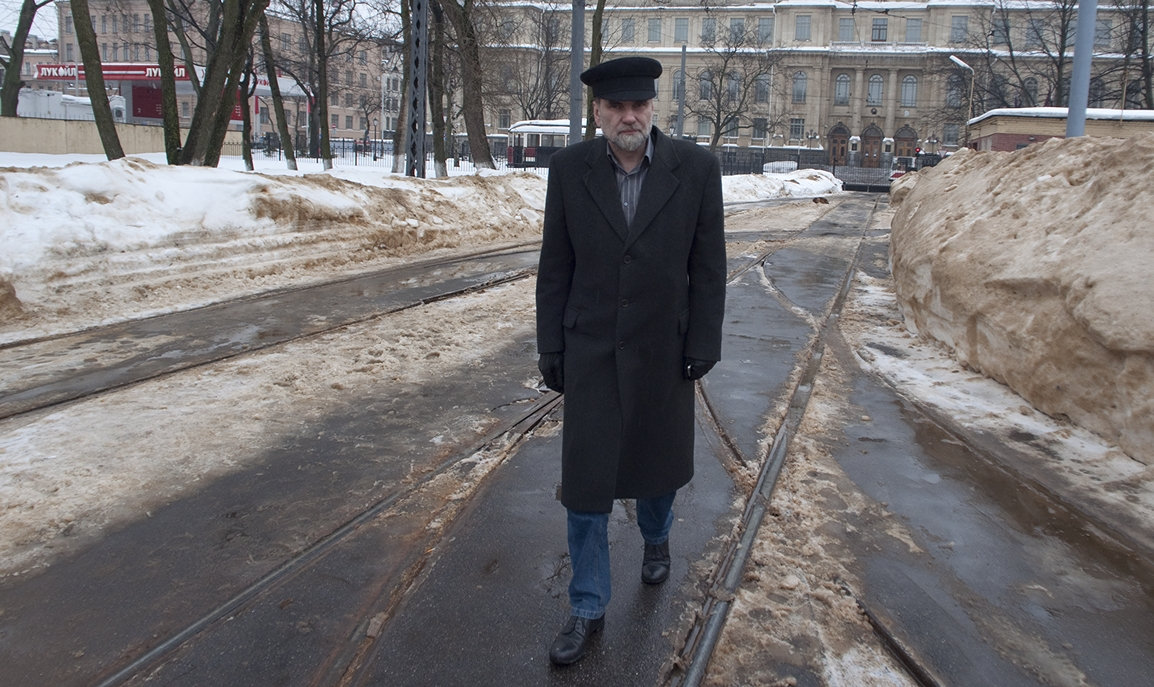
Сергей Сельянов на съёмках фильма «Кочегар»

### Режиссёрские работы
- 1973 — Муки творчества (короткометражный)
- 1974 — Лажа 74 (короткометражный)
- 1988 — День ангела (совместно с Н. Макаровым)
- 1990 — Духов день
- 1995 — Время печали ещё не пришло
- 1995 — Русская идея (документальный)
- 2010 — Лев Толстой: Живой гений

### Редактор
- 1986 — Энергетические ядерные реакторы
- 1986 — В поисках единства

### Сценарные работы
- 1990 — Духов день
- 1994 — Замок
- 1995 — Время печали ещё не пришло

### Продюсерские работы
- 1993 — Опыты о гражданской войне
- 1993 — Батман
- 1995 — Прибытие поезда (новелла «Трофимъ»)
- 1995 — Откровения незнакомцу
- 1995 — Сергей Эйзенштейн. Автобиография
- 1995 — Время печали ещё не пришло
- 1996 — Операция «С Новым годом!»
- 1997 — Брат
- 1997 — Мама не горюй
- 1998 — Сергей Эйзенштейн: Мексиканская фантазия
- 1998 — Особенности национальной рыбалки
- 1998 — Про уродов и людей
- 1998 — Блокпост
- 1998 — Серебряные головы
- 1999 — Приключения в Изумрудном городе
- 1999 — Употребить до
- 2000 — Пугало
- 2000 — Брат 2
- 2001 — Сёстры
- 2001 — Сказ про Федота-стрельца
- 2001 — Ехали два шофёра
- 2001 — Апрель
- 2002 — Медвежий поцелуй
- 2002 — Связной (фильм не завершён из-за трагедии в Кармадонском ущелье 20 сентября 2002 года)
- 2002 — Кукушка
- 2002 — Олигарх
- 2002 — Убитые молнией
- 2002 — Война
- 2002 — Кострома
- 2002 — Великан
- 2002 — Все Вертовы
- 2002 — Река
- 2003 — Карлик Нос
- 2003 — Божество
- 2004 — Зимняя жара
- 2004 — Шиzа
- 2004 — Ночной продавец
- 2004 — Алёша Попович и Тугарин Змей
- 2004 — Американец (заморожен)
- 2004 — Любовные авантюры
- 2004 — Чудная долина
- 2005 — Прямохождение
- 2005 — Жмурки
- 2005 — Мама не горюй 2
- 2005 — Последний поезд со станции Роппонги
- 2005 — Своя чужая жизнь
- 2005 — Контакт
- 2006 — Бумер. Фильм второй
- 2006 — Добрыня Никитич и Змей Горыныч
- 2006 — Перегон
- 2006 — Хоттабыч
- 2006 — Меченосец
- 2006 — Уборная история — любовная история
- 2006 — Мне не больно
- 2006 — Лунтик и его друзья
- 2007 — Кремень
- 2007 — Груз 200
- 2007 — Монгол
- 2007 — Пьяный моряк
- 2007 — Илья Муромец и Соловей-Разбойник
- 2008 — Нирвана
- 2008 — Шультес
- 2008 — Тюльпан
- 2008 — Баксы
- 2008 — Морфий
- 2008 — Каменная башка
- 2008 — Про Федота-стрельца, удалого молодца
- 2009 — Близкое объятие
- 2009 — Переселенец
- 2010 — Носферату. Ужас ночи
- 2010 — Самка
- 2010 — Прячься!
- 2010 — Дочь якудзы
- 2010 — Лев Толстой: Живой гений
- 2010 — Три богатыря и Шамаханская царица
- 2010 — Кочегар
- 2010 — Суперменеджер, или Мотыга судьбы
- 2010 — Мафия
- 2010 — Охотник
- 2011 — Байконур
- 2011 — Бабло
- 2011 — Дом
- 2011 — Барбоскины
- 2011 — Иван Царевич и Серый Волк
- 2011 — Семь майских дней
- 2011 — Овертайм
- 2012 — Голая бухта
- 2012 — Как назло Сибирь
- 2012 — Антон тут рядом
- 2012 — Я тоже хочу
- 2012 — Кококо
- 2012 — Джунгли
- 2012 — Ку! Кин-дза-дза
- 2012 — Три богатыря на дальних берегах
- 2013 — Каннибал
- 2013 — Маруся
- 2013 — Неправильные копы
- 2013 — Околофутбола
- 2013 — Как поймать перо Жар-Птицы
- 2013 — Иван Царевич и Серый Волк 2
- 2013 — Диалоги
- 2014 — Мы не можем жить без космоса
- 2014 — Я не вернусь
- 2014 — Три богатыря. Ход конём
- 2015 — Родина
- 2015 — Призрак
- 2015 — Парень с нашего кладбища
- 2015 — Пионеры-герои
- 2015 — Брат Дэян
- 2015 — Лето замёрзших фонтанов
- 2015 — Крепость. Щитом и мечом
- 2015 — Иван Царевич и Серый волк 3
- 2015 — Лейтенант
- 2015 — Майя Туровская. Осколки
- 2016 — Волки и овцы: бееезумное превращение
- 2016 — Петербург. Только по любви
- 2016 — Человек из будущего
- 2016 — Синдбад: Пираты семи штормов
- 2016 — Три богатыря и морской царь
- 2017 — Урфин Джюс и его деревянные солдаты
- 2017 — Напарник
- 2017 — Салют-7
- 2017 — Аритмия
- 2017 — Три богатыря и принцесса Египта
- 2017 — Садко
- 2017 — Феникс
- 2017 — Маленькие лесные истории
- 2018 — Дьявольский кузнец
- 2018 — Вольная грамота
- 2018 — Соната
- 2018 — Скиф
- 2018 — О чём говорят мужчины. Продолжение
- 2018 — История одного назначения
- 2018 — Волки и овцы. Ход свиньёй
- 2018 — Сердце мира
- 2018 — Царевны
- 2018 — Три богатыря и наследница престола
- 2018 — Моя веточка тоненькая
- 2018 — Отрыв
- 2018 — Смертельный номер
- 2019 — Давай разведёмся
- 2019 — Люби их всех
- 2019 — Он не может жить без космоса
- 2019 — БоксБалет
- 2019 — Агент Эмерсон
- 2019 — Тайна печати дракона
- 2019 — Элефант
- 2019 — Гидроагрегат
- 2019 — Урфин Джюс возвращается
- 2019 — Иван Царевич и Серый волк 4
- 2020 — Вратарь Галактики
- 2020 — Барбоскины на даче
- 2020 — Конь Юлий и большие скачки
- 2021 — Купе номер шесть
- 2021 — Конёк-горбунок
- 2021 — Ганзель, Гретель и Агентство Магии
- 2021 — Три богатыря и Конь на троне
- 2021 — Ничья
- 2021 — Своя война. Шторм в пустыне
- 2021 — Хорошие девочки попадают в рай
- 2021 — Солнечная линия
- 2021 — Экипаж 314
- 2022 — Бука. Моё любимое чудище
- 2022 — Лили и море
- 2022 — Кощей. Похититель невест
- 2022 — Призрак 2
- 2022 — Щелкунчик и волшебная флейта
- 2022 — Дышите свободно
- 2022 — Клипмейкеры
- 2022 — Своя война
- 2022 — Барбоскины Team
- 2022 — Снежная Королева: Разморозка
- 2022 — Балабанов. Колокольня. Реквием
- 2022 — Иван Царевич и Серый Волк 5
- 2023 — Снегирь
- 2023 — Один маленький ночной секрет
- 2023 — По щучьему велению
- 2023 — Папа умер в субботу
- 2023 — Танцуй, селёдка
- 2023 — Три богатыря и Пуп Земли
- 2024 — Огниво
- 2025 — Экспедитор
- 2025 — Кот Савелий

## Награды и премии

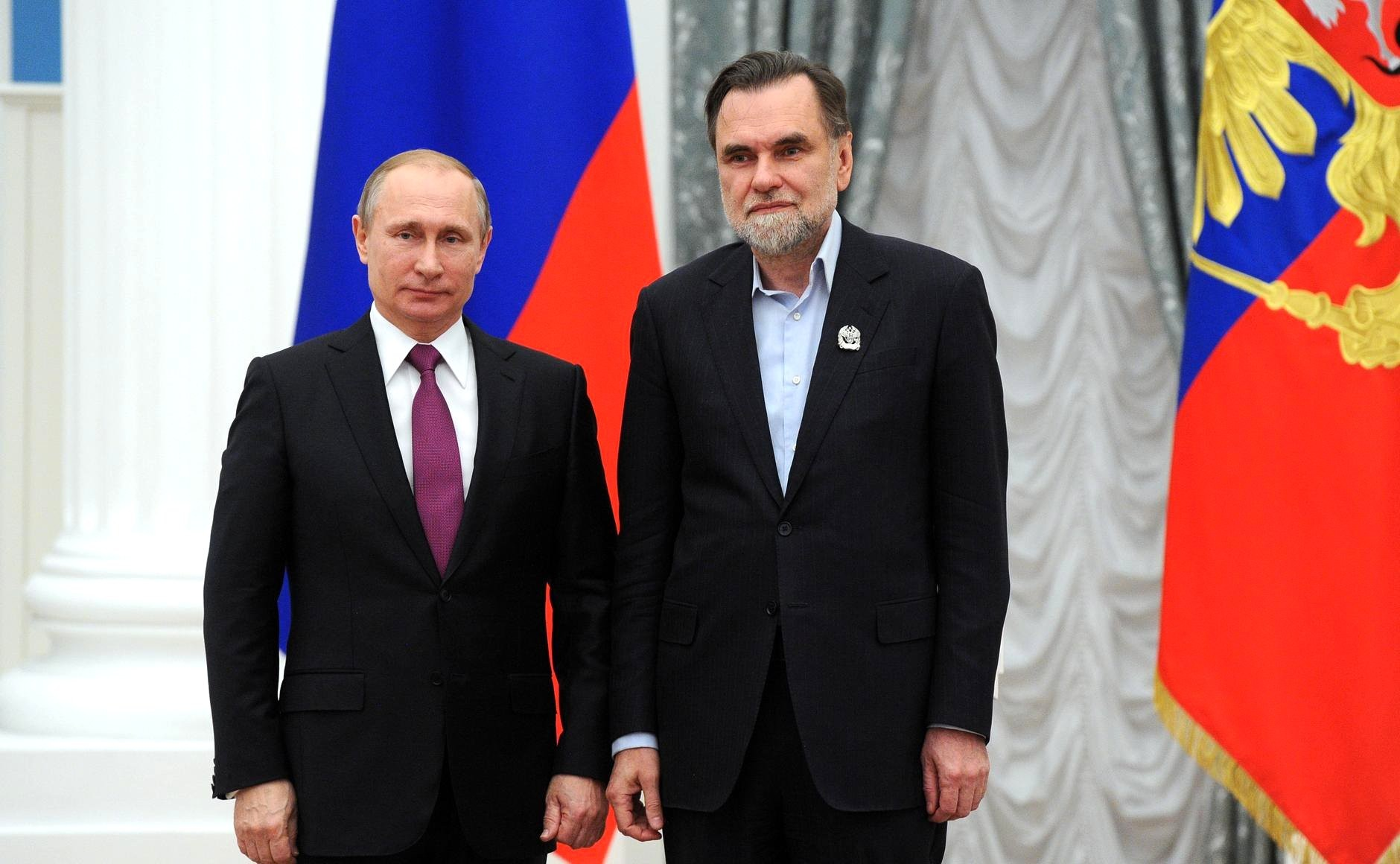
Вручение Премии Президента в области литературы и искусства за произведения для детей и юношества за 2015 год

- 1990 — Первое место в конкурсе игровых фильмов на I кинофестивале «Лики» в Заречном («Духов день»).
- 1990 — Премия им. А. Пиотровского за лучший сценарий Конкурса профессиональных премий киностудии «Ленфильм» и Ленинградского отделения Союза кинематографистов («Духов день»).
- 1995 — Специальный приз жюри Большого конкурса ОРКФ в Сочи («Время печали ещё не пришло»).
- 1995 — Третий приз МКФ в Котбусе («Время печали ещё не пришло»).
- 1995 — Приз зрительских симпатий на МКФ в Чикаго («Время печали ещё не пришло»).
- 1995 — Премия им. А. Пиотровского за лучший сценарий Конкурса профессиональных премий киностудии «Ленфильм» («Время печали ещё не пришло»).
- 1996 — Приз за лучший научно-популярный фильм VII Открытого фестиваля неигрового кино «Россия» в Екатеринбурге («Русская идея»).
- 1996 — Приз кинопрессы лучшему продюсеру года («Операция „С Новым годом!“»)
- 1999 — Премия Американской ассоциации кинокомпаний.
- 1999 — Медаль имени Ханжонкова (Лучший продюсер 1995—1998 годов).
- 2001 — Специальный приз «Золотой Овен» (Лучший продюсер 1990-х годов).
- 2001 — «Киношок» — Приз Международного фестивального совета «Лучшему продюсеру стран СНГ и стран Балтии»
- 2002 — Специальный приз «Золотой Овен» («За мужество в продвижении на российский экран национального кинематографа»).
- 2003 — Премия «Блокбастер» журналов «ВидеоМагазин», «Фильм» и «Кинобизнес сегодня» («Российская киностудия года по итогам кинопроката»).
- 2004 — Государственная премия России за создание художественного фильма «Кукушка»[4].
- 2014 — Премия Правительства Российской Федерации в области культуры — за создание анимационного сериала для детей «Лунтик и его друзья»[5].
- 2015 — лауреат премии Президента Российской Федерации в области литературы и искусства за произведения для детей и юношества — за вклад в развитие отечественного анимационного кино[6].
- 2017 — Кинопремия «Икар» в номинации «Продюсер» «За стабильный успех в российском кинопрокате» вручена Сергею Сельянову и Александру Боярскому[7].
- 2021 — Почётный приз фестиваля «Кинотавр» «За уникальное продюсерское чутье и поддержку российских талантов»[8].
- 2021 — лауреат специальной награды Международной федерации ассоциации кинопродюсеров (ФИАПФ) за выдающийся вклад в развитие кино в Азиатско-Тихоокеанском регионе[9].

## Семья
Супруга — поэт Алла Сельянова. Дочь — дизайнер Дарья Сельянова (род. 1985). Сын — режиссёр Григорий Сельянов (род. 1988).